# Hořanský potok
Hořanský potok je levostranným přítokem Vsetínské Bečvy v obci Hovězí v okrese Vsetín. Délka toku činí 5,7 km. Plocha povodí měří 7,8 km².

## Průběh toku
Pramení v pohoří Javorníky na severovýchodním svahu vrchu Žáry (762 m n. m.). Protéká údolím mezi vrchy Jahodný a Stříbrník osadou Hořansko, která je místní částí obce Hovězí, založené v dobách tzv. velké kolonizace ve 14. století jako nejvýchodnější ze vsí vsetínského panství. Obec Hovězí je turistickým východiskem do Javorníků a Vsetínských vrchů. V dolní části u silničního mostu do Hovízek se potok vlévá do Vsetínské Bečvy.